# Ліміта
Ліміта́ (рос. Лимита) — художній фільм режисера Дениса Євстигнєєва.

## У ролях
- Володимир Машков
- ‎Євген Миронов
- Кристина Орбакайте‎
- Ірина Апексімова‎
- Євгенія Дмитрієва ‎